# Messerschmitt Me 263
Messerschmitt Me 263 (Junkers Ju 248) – niemiecki myśliwiec rakietowy z okresu II wojny światowej.

## Historia
Samolot był wersją rozwojową Messerschmitta Me 163 B. Pierwotnie projektowany był przez zespół konstruktorów firmy Messerschmitt pod oznaczeniem Messerschmitt Me 163 D V1. Na polecenie Reichsluftfahrtministerium (RLM) w 1944 roku program badań został jednak przekazany zakładom Junkersa w Dessau, gdzie samolot uzyskał oznaczenie Junkers Ju 248 (później ponownie zmienione na Messerschmitt Me 263).
Pierwszy prototyp Messerschmitta Me 263 V1 został zbudowany w sierpniu 1944 roku. Wtedy też odbyły się loty ślizgowe samolotu holowanego przez bombowiec Junkers Ju 188. W grudniu 1944 roku podjęto decyzje o kontynuowaniu prac badawczych i przekazaniu konstrukcji do produkcji seryjnej pod oznaczeniem Messerschmitt Me 263 A-1.
Zakończenie wojny uniemożliwiło Niemcom zbudowanie wersji seryjnej samolotu. W kwietniu 1945 r. Amerykanie zajęli fabrykę i przejęli trzy prototypy oraz makietę. Prototyp V2 został zniszczony, inny trafił do USA, a kolejny przekazano Rosjanom, którzy stworzyli na jego podstawie myśliwiec przechwytujący Mikojan-Gurewicz I-270.

## Opis
Samolot Messerschmitt Me 263 (Junkers Ju 248) bazował na prototypie Messerschmitt Me 163 D V1, od którego różnił się tylko kroplowatym kształtem osłony kabiny pilota.
Messerschmitt Me 263 był dłuższy od Messerschmitta Me 163 B o 0,85 m. Posiadał automatyczne sloty na krawędziach natarcia oraz trójkołowe podwozie chowane w locie (zamiast dotychczas stosowanej w Kometach płozy).
W samolocie zastosowano nowy dwukomorowy silnik rakietowy Walter HWK 109-509 C-4 o ciągu 20 kN (17 kN + 3 kN), który miał zwiększyć ekonomiczność lotu.